# Magicland Dizzy
Magicland Dizzy (в переводе на русский — Волшебная страна Диззи), известен также как Dizzy IV — компьютерная игра в жанре графический квест, изданная в Европе в 1990-м году компанией Codemasters на платформах ZX Spectrum, Commodore 64 и Amiga. В 1992-м году на свет появились версии игры для платформ DOS, Atari ST и Amstrad CPC. Это шестая по счёту игра в серии игр про Dizzy, и четвёртая в списке приключений Диззи. История происходит в вымышленном мире, называемом Волшебная страна, куда главный герой попадает спустя событий, имевших место в Fantasy World Dizzy, предыдущей части. В Magicland Dizzy играющий управляет яйцеобразным персонажем по имени Диззи, который пытается спасти своих шестерых друзей от злых чар, которые наложил на них злой колдун Закс.
Впервые в истории серии игрой занимались не только её создатели, братья Оливер. Поскольку в то время братья были заняты в других проектах, художником в Magicland Dizzy выступил Нейл Винсент, а программированием занималась приглашённая компания Big Red Software. Тем не менее, итог их работы был на утверждении братьев Оливер.
Игра также известна под другим названием, Dizzy IV (или Dizzy 4), где римская цифра IV видима в игре в служебной части экрана. Magicland Dizzy была довольно тепло воспринята критиками и получала, в основном, оценки в 80-90 %. Критика сводилась в большинстве случаев к тому, что игра была слишком похожа на предыдущие части, а также была раскритикована за довольно неуклюжее меню инвентаря. К ноябрю 1991 года в прессе сообщалось, что Magicland Dizzy был распродана в количестве более полумиллиона копий среди всех платформ.

## Игровой процесс

Начальный экран версии для ZX Spectrum

В Magicland Dizzy игрок управляет Диззи, персонажем в форме яйца, и его задачей является перемещение по большому лабиринту комнат. Цель игры — помочь шестерым друзьям Диззи, оказавшимся под воздействием различных злых магических чар. Территории, по которым бродит Диззи, напоминают места из различных сказок. Диззи может собирать и переносить с собой до трёх различных предметов, при помощи которых он решает различные задачи. Всего у играющего имеется три дополнительные жизни и полоска «здоровья», которая уменьшается при столкновении с врагами, и увеличивается, когда Диззи собирает алмазы.

## Оценки и мнения
| Иноязычные издания | Иноязычные издания                                 | Иноязычные издания                                 |
| Издание            | Оценка                                             | Оценка                                             |
| Издание            | Amstrad CPC                                        | ZX Spectrum                                        |
| ------------------ | -------------------------------------------------- | -------------------------------------------------- |
| Amstrad Action     | 85 %                                               |                                                    |
| Награды            |                                                    |                                                    |
| Издание            | Награда                                            | Награда                                            |
| CRASH              | Лучшие игры всех времен для ZX Spectrum, 7-е место | Лучшие игры всех времен для ZX Spectrum, 7-е место |

## Сценарий и действующие лица
Злой колдун Закс (англ. Zaks), главный злодей сериала, которого Dizzy одолел в предыдущей части — Fantasy World Dizzy, вернулся, «приняв определённые усилия против своей преждевременной смерти». Он наложил заклятия на шестерых жителей графства Йолкфолк, друзей и родственников Диззи, таких же, как он, «яйцеобразных» человечков. В начале игры Диззи телепортируется в Волшебную страну и теперь ему необходимо разрушить колдовство Закса.
Будучи уже представленными в предыдущей части сериала, игре Fantasy World Dizzy, в игре присутствуют персонажи графства Йолкфолк. На каждого из них Закс наложил своё, особенное колдовство: любитель природы Дилан превратился в колючий куст; меломан Дензил оказался заморожен внутри глыбы льда; любитель поспать Доузи заснул мертвецким сном; Дора превратилась в лягушку; подружка Диззи — Дэйзи выросла до гигантских размеров и была спрятана в темнице; дедушка Диззи оказался в ловушке волшебного зеркала.
В ходе прохождения игры, Диззи знакомится со многими обитателями Волшебной страны. Среди них — Красная Королева, добрая волшебница Гленда и другие.